# سیمونه مانوئل
سیمونه مانوئل (به انگلیسی: Simone Manuel) (زاده ۲ اوت ۱۹۹۶ شوگرلند، تگزاس)، ورزشکار زن در رشته شنا اهل آمریکا می‌باشد.

## المپیک ۲۰۱۶
سیمونه مانوئل موفق شد در المپیک ۲۰۱۶ ۲ مدال طلای شنا را در ۱۰۰ متر آزاد و ۱۰۰×۴ متر مختلط امدادی و ۲ مدال نقره این بازی‌ها را در ۵۰ متر آزاد و ۱۰۰×۴ متر آزاد امدادی کسب کند.